# Génicourt-sur-Meuse
Génicourt-sur-Meuse ist eine französische Gemeinde mit 293 Einwohnern (Stand: 1. Januar 2022) im Département Meuse in der Region Grand Est (bis 2015: Lothringen). Die Gemeinde gehört zum Arrondissement Verdun, zum Kanton Dieue-sur-Meuse (bis 2015: Kanton Verdun-Est) und zum Gemeindeverband Communauté de communes Val de Meuse-Voie Sacrée. Die Einwohner werden Génicourtois genannt.

## Geografie
Génicourt-sur-Meuse liegt etwa 15 Kilometer südsüdöstlich des Stadtzentrums von Verdun am Canal de la Meuse. Umgeben wird Génicourt-sur-Meuse von den Nachbargemeinden Dieue-sur-Meuse im Norden, Sommedieue im Nordosten, Rupt-en-Woëvre im Osten, Ambly-sur-Meuse im Süden, Villers-sur-Meuse im Südwesten sowie Les Monthairons im Westen und Nordwesten. 

## Bevölkerungsentwicklung
| Jahr                      | 1962 | 1968 | 1975 | 1982 | 1990 | 1999 | 2006 | 2013 |
| Einwohner                 | 195  | 170  | 162  | 179  | 216  | 234  | 272  | 262  |
| Quelle: Cassini und INSEE |      |      |      |      |      |      |      |      |

## Sehenswürdigkeiten

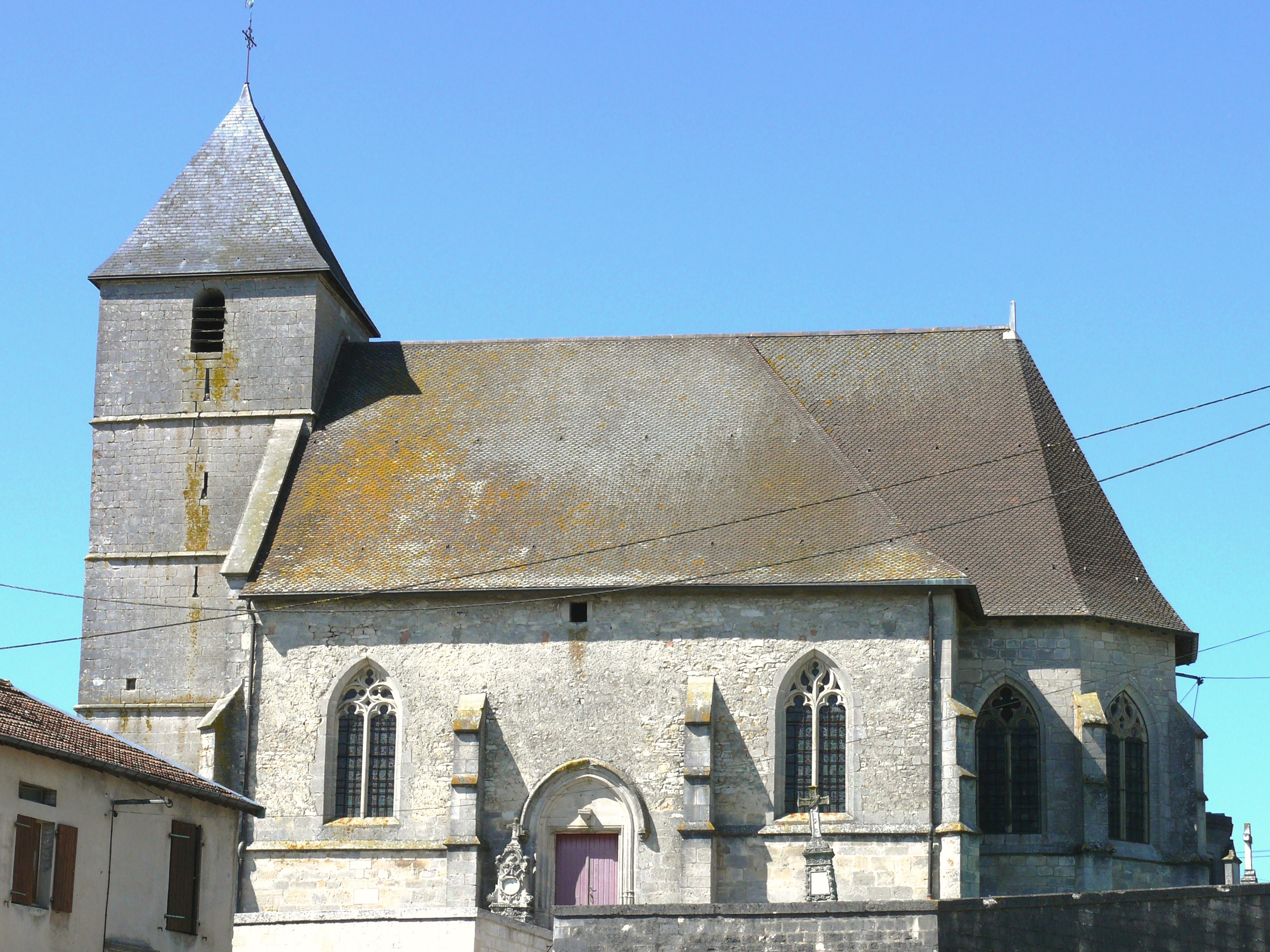
Kirche Sainte-Marie-Madeleine

- Kirche Sainte-Marie-Madeleine von 1524
- Festung
- Reste der Burg von Génicourt aus dem 12. Jahrhundert